# Kacza Turnia

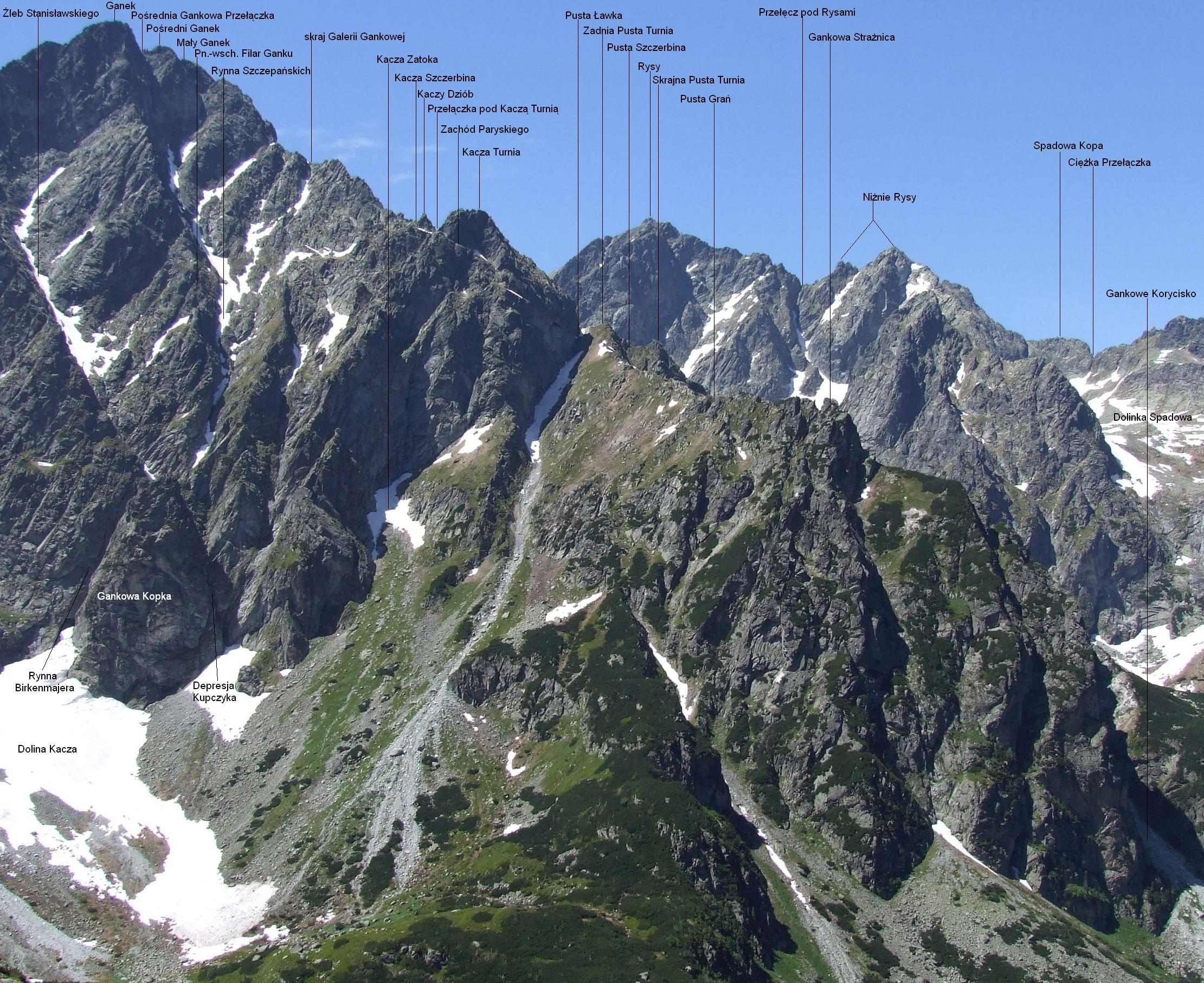
Widok z Doliny Litworowej

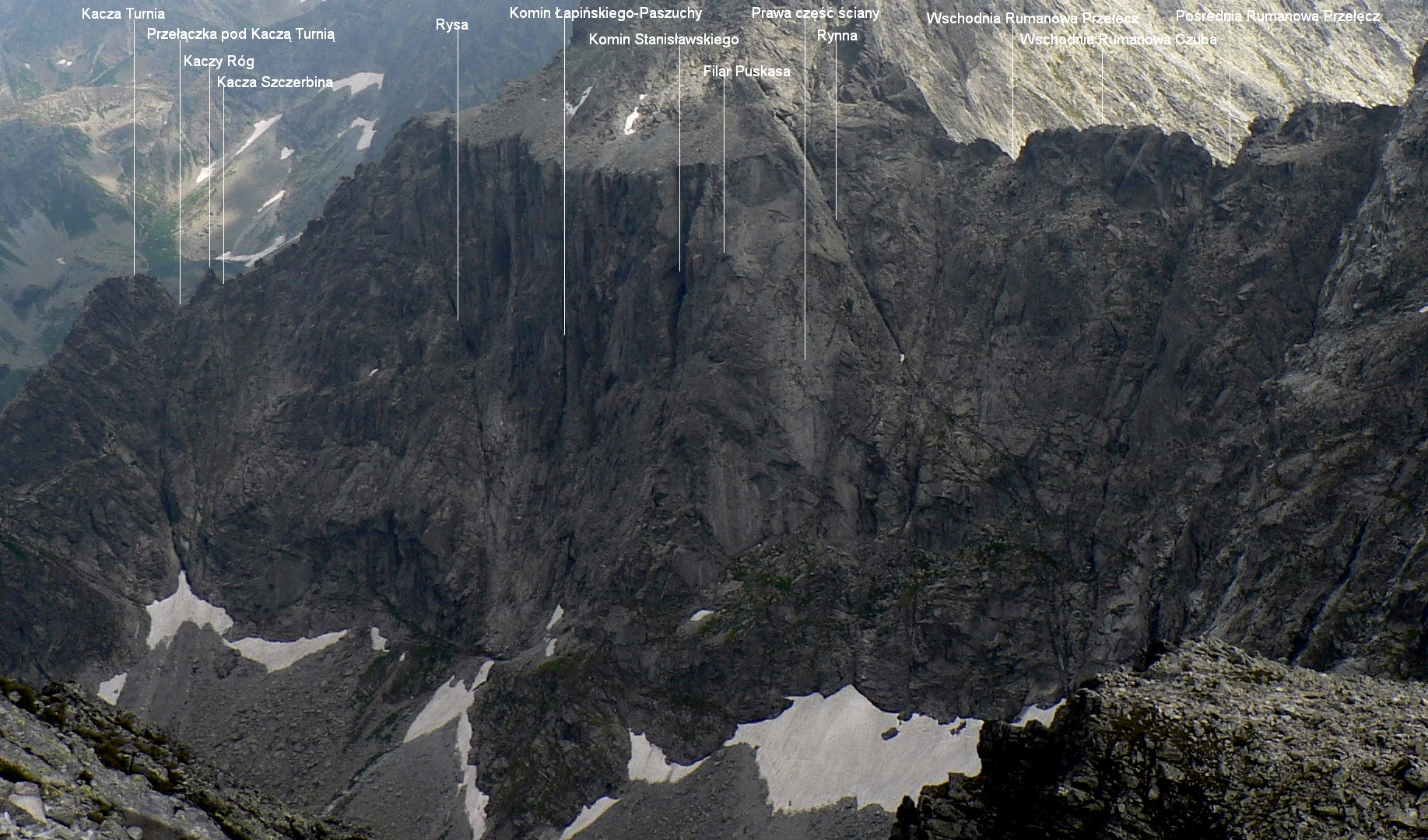
Widok z Rysów

Kacza Turnia (słow. Kačia veža, Kačacia veža, niem. Ententalturm, węg. Kacsa-völgyi-torony) – wznosząca się na 2197 m turnia w Pustej Grani oddzielającej Dolinę Ciężką od Doliny Kaczej w słowackich Tatrach Wysokich. W grani tej, odchodzącej od Małego Ganku na północ, kolejno wznoszą się: Kaczy Dziób, Kacza Turnia, Puste Turnie i Gankowa Strażnica. Kacza Turnia jest najwybitniejszą z nich. Od Kaczego Dziobu dzieli ją Przełączka pod Kaczą Turnią, od Zadniej Pustej Turni – Pusta Ławka. Kacza Turnia ma dwa wierzchołki oddzielone szczerbinką wcięta w grań na około 2 m. Wyższy jest wierzchołek północny. W górnej części jej lewej ściany jest szeroki, płytowo-trawiasty Zachód Paryskiego skośnie opadający od Przełączki pod Kaczą Turnią na prawo, na balkon na prawym jej filarze. Nad zachodem tym wznosi się pionowa ściana szczytu Kaczej Turni. Nazwa turni pochodzi od Doliny Kaczej.
Wschodnia ściana Kaczej Turni ma wysokość około 500 m i opada na piargi Doliny Kaczej i do Kaczej Zatoki. Witold Henryk Paryski określił jej wysokość na około 300 m, ale nie uwzględnił wysokości jej lewego filara, którego ostroga jest najniższym punktem tej ściany. Ściana ma trzy filary i dwie wklęsłości między nimi. Lewa wklęsłość jest głębsza i ma postać pionowej załupy; jej lewą stronę tworzą przewieszone ściany, prawą gładkie płyty. Górną część ściany przecina Zachód Paryskiego, nad nim wznosi się blok szczytowy z kominem przechodzącym w głębokie zacięcie.
Zachodnia ściana jest trzy razy niższa, ale dla taterników ma większe znaczenie, gdyż trawersuje nią ścieżka zejściowa z Galerii Gankowej, z tego też powodu taternicy chodzą nią dużo częściej. Opada na zawalony piargami taras pod ścianą Galerii Gankowej. Przecina ją kilka zachodów, którymi poprowadzono drogi wspinaczkowe.
Do wschodniego żlebu Pustej Ławki opada trzecia ściana Kaczej Turni o wysokości do 100 m. Do 2010 r. była dziewicza, tzn. że taternicy nie zainteresowali się nią i nie zdobyli jej. Ma ukośną podstawę, jest pionowa i są w niej pasy okapów. Kształtem i deniwelacją przypomina zachodnią ścianę Kościelca.

## Taternictwo
Pierwsze wejścieJerzy Maślanka z przewodnikiem Józefem Gąsienicą Tomkowym 15 października 1907 r. Zimą po raz pierwszy przeszli: Tadeusz Orłowski, Jerzy Pierzchała i Maciej Zajączkowski ok. 10 kwietnia 1939 r.
Drogi wspinaczkowe
1. Z Przełączki pod Kaczą Turnią południowo-zachodnią granią; I w skali tatrzańskiej, miejsce II, 5 min;
2. Z Pustej Ławki przez górną część zachodniej ściany; II;
3. Z Pustej Ławki północną granią; I, miejsce II, 30 min;
4. Prawym filarem wschodniej ściany; V, 4 godz.
5. Środkowym filarem wschodniej ściany; V, 7 godz., kruszyzna i trawki;
6. Lewym filarem wschodniej ściany; III, 2 godz.[2]

## Historia
Z Kaczą Turnią wiąże się dramatyczna wyprawa R. Hale, W.H. Paryskiego i L. Januszewicza w sierpniu 1937 r. Przez trzy dni, w deszczu, zimnie i bez jedzenia błąkali się po masywie Ganku zdezorientowani z powodu mgły i zmęczenia. Resztkami sił, dzięki uporowi i sile życia trafili na zachód trawersujący zachodnią ścianę Kaczej Turni i zeszli nim do Doliny Ciężkiej. Dzisiaj zachodem tym prowadzi wydeptana ścieżka używana przez taterników do zejścia po wspinaczce w Galerii Gankowej, wówczas jednak trafili na nie przypadkiem i nie było jeszcze na nim ścieżki. Wyprawę tę opisuje Wawrzyniec Żuławski w eseju „Gdy Tatry ogarnie powódź”.